# Ormyrus philippinensis
Ormyrus philippinensis is een vliesvleugelig insect uit de familie Ormyridae. De wetenschappelijke naam is voor het eerst geldig gepubliceerd in 1968 door Hedqvist.